# 贺时泰
贺时泰（1546年—1629年），字叔交，一字阳亨，父贺廷秀，湖广江夏人。明朝人物。

## 生平
早年为诸生时，因大病耳聋而被除学籍。自学成才，别号“聋人”，并办私塾为业。著有《思聪录》、《作师编》、《人模样》。有子賀逢聖。

## 墓葬
贺时泰墓为江夏区文物保护单位，位于纸坊八分山北侧贺家坟山。2019年7月，武汉全致食品有限公司在大桥产业园大桥村一地块，用地面积143亩，用于建设三全食品长江中部基地项目。但发现地块红线内有贺时泰墓，因此该地块场平工程迟迟无法启动。同年7月20日，在各方协商下，墓葬及附近绿化用地被保护下来，费用退还给企业。